# Proiezione di Mollweide

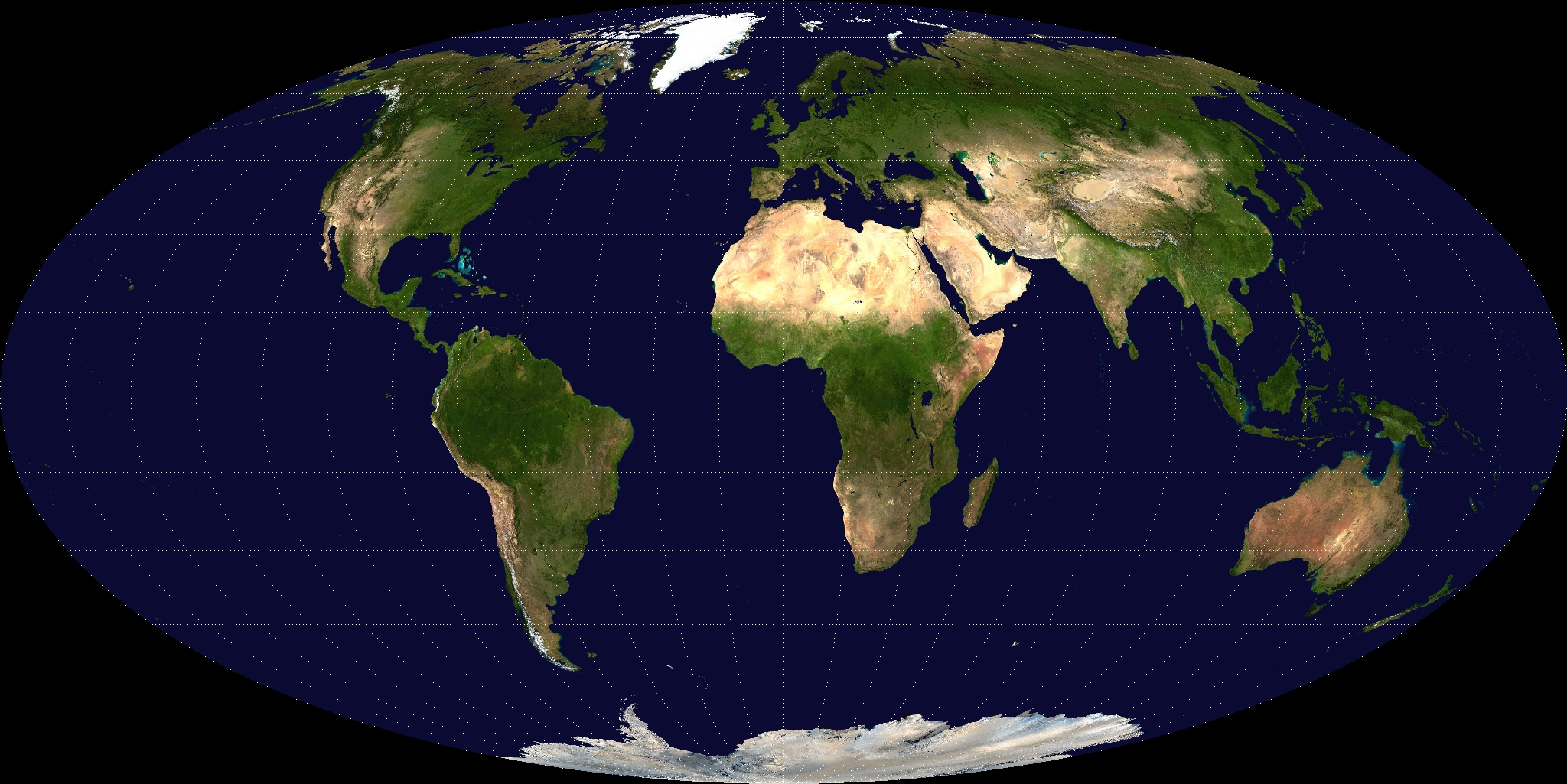
Proiezione di Mollweide del pianeta Terra

La proiezione di Mollweide con l'indicatore di deformazione di Tissot

La proiezione di Mollweide è una proiezione cartografica utilizzata per le mappe geografiche, conosciuta anche come  proiezione di Babinet, o  proiezione ellittica.
La definizione più precisa sarebbe quella di proiezione pseudocilindrica equivalente, dove si mette in evidenza la principale caratteristica di riuscire a conservare inalterate le aree (non gli angoli e le forme).
È utilizzata principalmente quando la precisione della rappresentazione di un'area è prioritaria rispetto alla forma della carta geografica, per esempio nelle carte che rappresentano distribuzioni globali o meglio ancora la carta che rappresenta la radiazione cosmica di fondo.
Questa proiezione fu pubblicata per la prima volta dal matematico ed astronomo tedesco Karl Mollweide (1774 - 1825) come perfezionamento della proiezione di Mercatore. 
Fu resa celebre da Jacques Babinet nel 1857 che la utilizzò per suoi esperimenti.
La proiezione di Mollweide è una proiezione cartografica in cui l'equatore è rappresentato come una linea retta orizzontale perpendicolare ad un meridiano centrale passante per il suo punto medio. Gli altri paralleli sono paralleli all'equatore e si infittiscono verso i poli, mentre i meridiani sono equidistanti tra loro ma curvati per raggiungere i poli. Le distorsioni aumentano quindi allontanandosi dal meridiano centrale e dall'equatore. Verticalmente le forme risultano allungate vicino all'equatore e schiacciate vicino ai poli.
Geometricamente, i meridiani a 90 gradi ad est e ad ovest formano un cerchio perfetto e l'intero globo terrestre viene rappresentato in un'ellisse di proporzioni 2:1.
La proporzione dell'area dell'ellisse tra ciascun parallelo e l'equatore equivale alla proporzione dell'area del globo tra quel parallelo e l'equatore, a scapito della distorsione delle forme, significativa sugli angoli, tuttavia non così marcata come nella proiezione sinusoidale.
La distorsione delle forme può essere attenuata utilizzando una versione "spezzata". Una proiezione di Mollweide a "sinusoide spezzata" elimina il meridiano centrale a favore di una serie di semi-meridiani che formano angoli retti con l'equatore. L'effetto finale è che il globo viene diviso in vari lembi.
Per contrasto, una proiezione di Mollweide a "parallelo spezzato" utilizza una serie di meridiani centrali disgiunti, creando una serie di ellissi uniti all'equatore. Raramente il progetto può essere disegnato in obliquo per spostare le aree distorte agli oceani, permettendo che i continenti rimangano più fedeli alla forma originale.